# Lobsann
Lobsann is een gemeente in het Franse departement Bas-Rhin (regio Grand Est) en telt 496 inwoners (1999).
De plaats maakt sinds de oprichting op 1 januari 2015 deel uit van het kanton Reichshoffen in het arrondissement Haguenau-Wissembourg. Tot 1 januari 2015 was het deel van het kanton Soultz-sous-Forêts in het arrondissement Wissembourg, die op die dag beide werden opgeheven.

## Geografie
De oppervlakte van Lobsann bedraagt 2,7 km², de bevolkingsdichtheid is 183,7 inwoners per km².
De onderstaande kaart toont de ligging van Lobsann met de belangrijkste infrastructuur en aangrenzende gemeenten.

## Demografie
Onderstaande figuur toont het verloop van het inwonertal (bron: INSEE-tellingen).